# 蔡科俊
蔡科俊（Again，1964年12月29日－），台灣知名吉他手、作曲家、編曲家、音樂製作人，為周杰倫演唱會音樂總監，曾獲第22屆金曲獎『最佳編曲人獎』。

## 經歷
蔡科俊出生於臺中縣清水鎮。1987年自海軍退伍後，赴高雄投入音樂工作。當時係民歌流行時期，蔡科俊曾在餐廳駐唱。其後歷經各種不同行業，如樂團鼓手、酒店琴師、西餐廳及舞廳吉他手、貝斯手、PUB歌手，並曾經營PUB和ATT樂器行、唱片製作公司等。
1999年與香港音樂教父鮑比達老師簽約後北上發跡，開始了唱片的音樂養成。2000年開始與彭佳慧、黃小琥、趙傳、陳昇、康康康樂隊、李聖傑、周杰倫等歌手演唱會合作，並擔任Band Leader及音樂總監職務。
2001年開始嘗試作曲、編曲，並參與音樂製作。2002年以陳昇五十米深藍專輯《一個人去旅行》入圍第13屆金曲獎最佳作曲。2011年以周杰倫《跨時代》專輯免費教學錄影帶獲得第22屆金曲獎最佳編曲人獎。

## 獎項紀錄
| 年份   | 頒獎典禮     | 獎項         | 作品           | 結果 |
| ------ | ------------ | ------------ | -------------- | ---- |
| 2010年 | 第22屆金曲獎 | 最佳編曲人獎 | 免費教學錄影帶 | 獲獎 |

## 外部連結
- 蔡科俊的Instagram帳戶